# Olga Cicanci
Olga Cicanci (n. 20 aprilie 1940, Toceni, Cahul, Basarabia, astăzi Republica Moldova - d. 7 februarie 2013, București) a fost o paleografă și istoric român, specialist în studii despre Grecia modernă⁠(d).

## Activitate
Olga Cicanci, de origine greacă dinspre mamă, a terminat în 1962, studii de istorie la facultatea de istorie a Universității din București. A fost cercetător în cadrul departamentului de istoria lumii de la Institutul Nicolae Iorga al Academiei Române (1962-1969) și la Institutul de studii Sud-est Europene al Academiei (1969-1996). În 1976, ea a susținut doctoratul în istorie cu o disertație despre societățile comerciale grecești din Transilvania. Începând cu anul 1993 a fost lector, și mai târziu profesor de paleografie greacă și istorie la Facultatea de Istorie din cadrul Universității din București și la Facultatea de Arhivistică de la Academia de Poliție „Alexandru Ioan Cuza” din București.
A fost membru fondator al societății române de studii greco-moderne și, din 1998, președintele acesteia.

## Scrieri (selecție)
- Companiile grecești din Transilvania și comerțul european în anii 1636–1746. București, 1981.
- Médecins grecs participants à la vie politique et culturelle des Pays Roumains aux XVIIe et XVIIIe siècles. In: Δελτίο Κέντρου Μικρασιατικών Σπουδών 10, 1993–1994.
- Presa de limbă greacă din România în veacul al XIX-lea. București, 1995.[4]
- Les Roumains. In: Association Internationale d’Etudes du Sud-Est Européen (Hrsg.), Pour une Grande Histoire des Balkans, dès origines aux Guerres Balkaniques. Paris, 2004.
- Représentants de la diaspora grecque dans la vie culturelle de l’espace roumain (fin XVIe–début XIXe siècle). In: Paschalis M. Kitromilidès, Anna Tabaki (Hrsg.), Relations gréco-roumains. Interculturalité et identité nationale. Athen, 2004.
- Rhigas Velestinlis et la vie socio-politique roumaine. In: Οι Ρουμάνοι για τον Ρήγα. Ιστορικές αναφορές. Εκδόσεις Ομόνοια, Bukarest 2007, S. 399–409.
- Το στάδιο της έρευνας σχετικά με την ελληνική εμπορική διάσπορα στον ρουμανικό χώρο (τον 17ο–18ο αιώνα). In: Εώα και Εσπέρια 7, 2007, S. 409–421, (Pdf; online) Arhivat în 27 martie 2018, la Wayback Machine..

### Studii despre Grecia modernă
- Constantin Litzica: Κατάλογος των Ελληνικών Χειρογράφων της Βιβλιοθήκης της Ρουμανικής Ακαδημίας. Πρώτος τόμος. București, 2005 (Nrn. 1–830). („Katalog der griechischen Handschriften der Bibliothek der Rumänischen Akademie“)
- Νέστωρ Καμαριανός: Κατάλογος των Ελληνικών Χειρογράφων της Βιβλιοθήκης της Ρουμανικής Ακαδημίας. Δεύτερος τόμος. București, 2005 (Nrn. 831–1066)
- Mihai Karatassou: Κατάλογος των Ελληνικών Χειρογράφων της Βιβλιοθήκης της Ρουμανικής Ακαδημίας. Τρίτος τόμος. București, 2005 (Nrn. 1067–1350)

### Traduceri în limba română
- Daniil Philippidis: Istoria României. Übersetzung ins Rumänische, Einführung und Erläuterungen von Olga Cicanci. Pegasus Press, București, 2004.
- Σταυρινός-Παλαμήδης: Ριμάδια για τον Μιχαίλ Γενναίο. Μετάφραση, πρόλογος και σημειώσεις. Εκδόσεις Ομόνοια, București, 2004.
- Πασχάλης Μ. Κιτρομηλίδης: Νεοελληνικός Διαφωτισμός. Οι κοινωνικές και πολιτικές ιδέες. Εκδόσεις Ομόνοια, București, 2005.
- Αθανάσιος Κομνηνός Υψηλάντης: Ιστορία εκκλησιαστών τε και πολιτικών πραγμάτων. (Unveröffentlicht).

## Distincții
În 1981, a primit premiul Nicolae Bălcescu al Academiei Române, și în 2001, Ordinul Meritul Cultural.

## Legături externe
- de Europäische Gesellschaft für Neogräzistik: Olga Cicanci (20.4.1940–7.2.2013). – Nachruf auf der Website der Europäischen Gesellschaft für Neogräzistik
- el Ελληνικό Ίδρυμα Πολιτισμού: Απεβίωσε η ελληνίστρια – Olga Cicanci Arhivat în 4 martie 2016, la Wayback Machine..